# 黃尾鴝
北红尾鸲（学名：Phoenicurus auroreus）为鹟科红尾鸲属下的一个种。俗名灰顶茶鸲、红尾溜，大陸稱北紅尾鴝。全長14至15公分，是中等体型而色彩艳丽的红尾鸲屬鳥類。常见。雄鸟下体栗色，雌鸟下体褐色。区别于其他红尾鸲，北红尾鸲雌雄均具有显著的白色倒三角形的翼斑。
該物種於1776年由彼得·西蒙·帕拉斯首次描述。

## 描述與系統分類
它的體長為14至15厘米，體重11至20克。
如同所有紅尾鴝，黃尾鴝具有明顯的兩性異形。繁殖期的雄鳥頭頂和頸背為灰色，前額和頭側顏色較淺，臉部和下巴為黑色，肩羽和翅膀呈棕褐色，並帶有明顯的白色翅斑；胸部、下背和腰部呈橙色，尾巴為黑色且兩側帶有橙色。幼雄鳥的羽毛圖案與成年雄鳥相似，但顏色更暗淡且標記不那麼明顯。
雌鳥上身為暖棕色，下身較淡，腰部和尾巴兩側為橙色，並具有類似雄鳥的大型白色翅斑。雄雌鳥的喙、眼睛、腿和腳均為黑色。
它曾被歸類為鶇科，但現在通常被認為屬於舊世界鶲科（Muscicapidae）。此物種被分為兩個亞種：東部的P. a. auroreus和西部的P. a. leucopterus。
它屬於歐亞大陸的密切演化支，其中還包括赭紅尾鴝（P. ochruros）、黑喉紅尾鴝（P. hodgsoni）、紅腹紅尾鴝（P. erythrogastrus），與黃尾鴝（P. auroreus）關係尤為密切，還可能包括賀蘭山紅尾鴝（P. alaschanicus）。這些物種在上新世晚期和更新世早期（約300萬至150萬年前）第四紀冰河時期開始時分化。

## 分佈與生態
主要分布於亞洲東部，包含俄羅斯遠東地區、蒙古北部、朝鮮半島、日本、台灣、中國大陸的東北、華北、華中至華南一帶，以及中南半島北部。
它是候鳥；P. a. auroreus在冬季遷徙至韓國、日本、中國東南沿海及台灣，而P. a. leucopterus則在印度東北部及東南亞部分地區越冬。
黃尾鴝偏好開闊森林、森林邊緣和農業邊界，也常見於公園和城市花園。它們對人類相對信任，通常在被人接近後才會飛走。它們在夏季繁殖，指名亞種的一對繁殖配偶曾於五月初被觀察到。
該鳥廣泛分布且相當常見，因此並未被國際自然保護聯盟（IUCN）列為瀕危物種。

## 圖庫

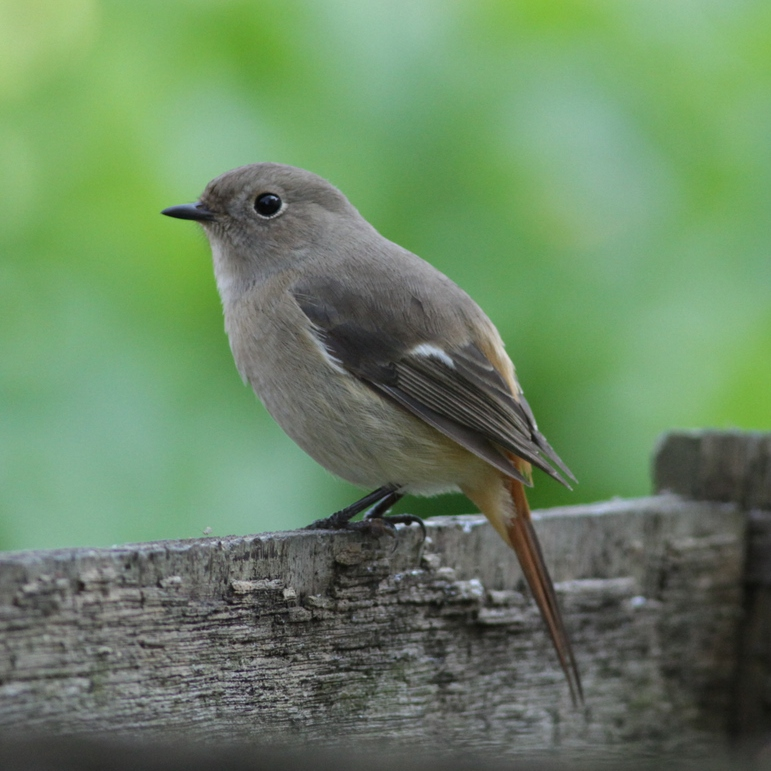
雌鳥 日本
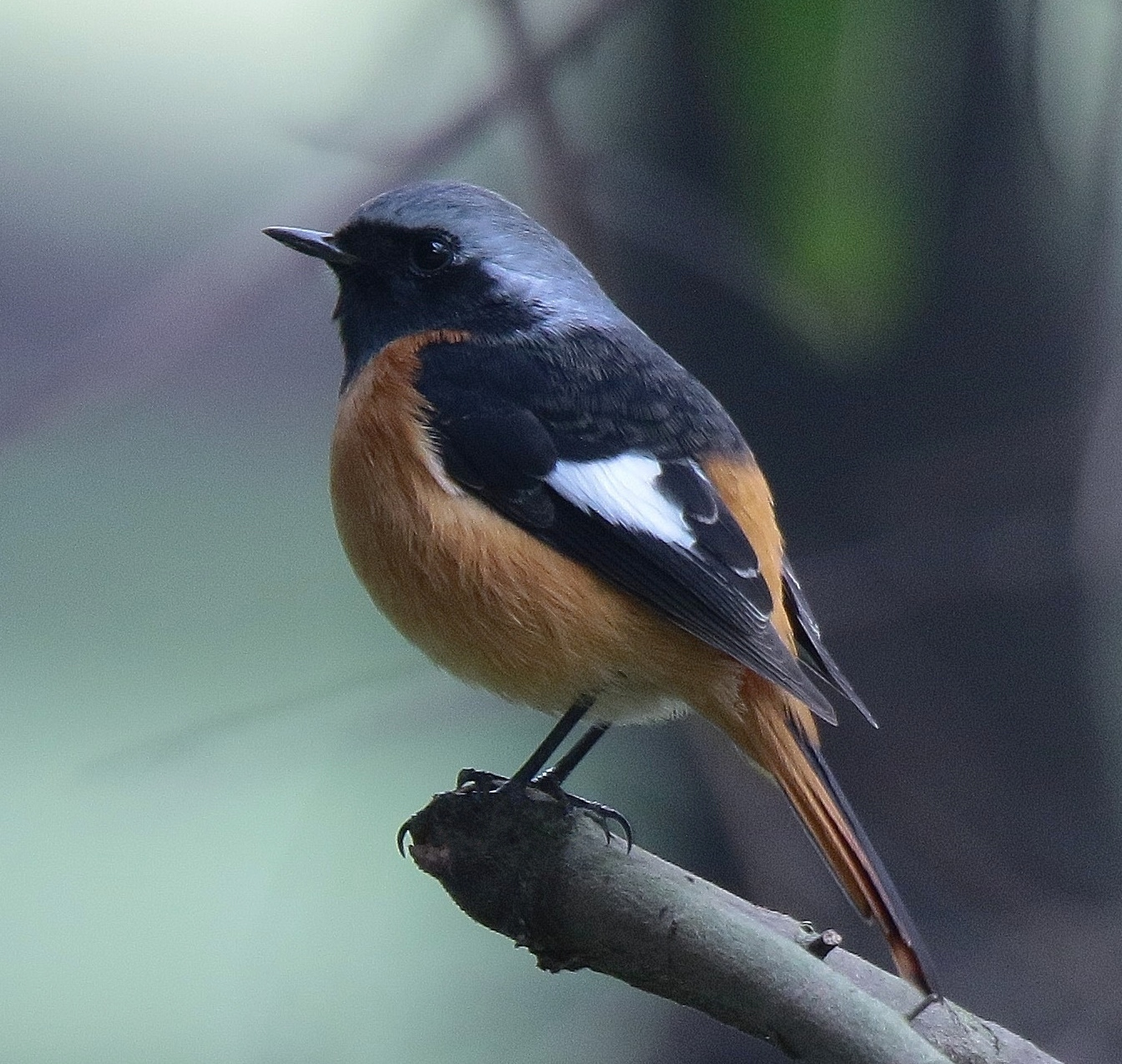
雄鳥 越南
- 黃尾鴝 日本